# Markus Hulth
Johan Markus Hulth, född 25 april 1865 i Skövde, död 23 mars 1928 i Uppsala, var en svensk biblioteksman, verksam på Carolina Rediviva.
Hulth blev filosofie doktor i Uppsala 1899 och Lidénsk amanuens vid universitetsbiblioteket där 1900. Han blev vice bibliotekarie vid Uppsala universitetsbibliotek 1905, förste bibliotekarie 1910 och överbibliotekarie där 1918. När Sveriges allmänna biblioteksförening år 1915 bildades, ställde sig Hulth, som var intresserad även av det folkliga biblioteksväsendet, till förfogande såsom föreningens förste ordförande och kvarstod i denna egenskap till 1919.
Vid sidan om sin tjänst vid Carolina var Hulth verksam som bibliotekarie — förutom i Södermanlands-Nerikes nation — i Uppsala läkareförening åren 1898–1905 och hos Kungliga Vetenskapssocieteten 1902–1913.  Han tillhörde grundarna av Svenska Linnésällskapet 1917.
År 1920 inträdde han enligt särskilt bemyndigande bland de så kallade Bibliotekssakkunniga, som år 1918 tillkallats för att inom Ecklesiastikdepartementet biträda med utredning rörande de bibliotek, som utgör en mellanform mellan de stora stadsbiblioteken och de rena folkbiblioteken, och deltog i förhandlingarna och i utformandet av det förslag, vari de sakkunnigas arbete utmynnade (1923), liksom han även i någon mån medverkade vid utarbetandet av de historiker, som gör detta betänkande till ett värdefullt bidrag till den svenska bibliotekshistorien.
Bland Hulths skrifter märks ett flertal förtjänstfulla bibliografier, bland annat Swedish Spitzbergen bibliography (1909), Swedish arctic and antarctic explorations 1758–1910 (1910), samt främst den brett anlagda men tyvärr ofullbordade Bibliographia Linnæana (första bandet 1907).
Markus Hulth är begravd på Uppsala gamla kyrkogård.